# المیرا عبدرزکووا
المیرا عبدرزکووا (به انگلیسی: Elmira Abdrazakova) (زاده ۷ اکتبر ۱۹۹۴) مدل روسی-قزاقستانی است.
او در سال ۲۰۱۳ دختر شایسته روسیه شد.